# Parroquia García Moreno
La Parroquia García Moreno es un distrito de Guayaquil y una parroquia urbana del cantón de Guayaquil en la provincia ecuatoriana de Guayas. La superficie es de alrededor de 189 hectáreas. La población en 2010 era de 50 028 habitantes.

## Historia
La parroquia García Moreno, ubicada en el suroeste de Guayaquil, es un símbolo de la religiosidad popular en la ciudad y en todo Ecuador. Nombrada en honor al expresidente Gabriel García Moreno, quien gobernó el país en dos períodos (1861-1865 y 1869-1875), esta parroquia ha sido testigo de un desarrollo significativo desde mediados del siglo XX. La llegada de diversas órdenes religiosas, como los claretianos, salesianos, redentoristas, franciscanos y capuchinos, a partir de los años 50, marcó un punto de inflexión en su historia. Estas comunidades no solo proporcionaron apoyo espiritual, sino que también contribuyeron al desarrollo económico y social del sector mediante la construcción de iglesias, escuelas, dispensarios médicos y viviendas.

## Límites
Los límites de la parroquia están claramente definidos: al norte, por la calle Gómez Rendón; al sur, por el estero Las Ranas; al este, por la Avenida Quito; y al oeste, por la calle Lizardo García. Estos límites enmarcan un territorio que, en décadas pasadas, era una vasta sabana atravesada por canales de estero. La transformación urbana ha sido notable, pasando de ser una zona de calles de lodo y áreas marginales, a convertirse en un sector más consolidado, aunque aún enfrenta desafíos de infraestructura y servicios públicos.

## Electores
El número de electores en el área urbana de Guayaquil ha disminuido, según los registros del CNE. La parroquia urbana García Moreno ha perdido votantes entre 2017 y 2023. En 2017, la parroquia contaba con 70.082 electores, pero para 2023, ese número se redujo a 56.866, lo que representa una disminución del 18,9%.

## Población
Es un área densamente poblada, con una gran cantidad de residentes que encuentran en esta comunidad un fuerte arraigo espiritual y social. Durante décadas, la iglesia Cristo del Consuelo ha sido el corazón de la parroquia, atrayendo a miles de feligreses, especialmente durante la Semana Santa, cuando se organiza una de las procesiones más grandes de Guayaquil. La parroquia también es vecina de otras áreas urbanas con alta densidad de población, como Ximena y Letamendi, lo que refuerza su papel como un centro importante de actividades religiosas y comunitarias.

## Lugares de Interés
El principal lugar de interés en la parroquia García Moreno es la iglesia Cristo del Consuelo, conocida por ser uno de los templos más concurridos de Guayaquil. Esta iglesia es el epicentro de la religiosidad popular en la ciudad, y es especialmente famosa por la procesión que se celebra durante la Semana Santa, la cual atrae a miles de devotos de todo el país. Además, en la parroquia se encuentran varias iglesias católicas, mormonas y evangélicas que también reciben a numerosos fieles.
En cuanto a la educación, la parroquia cuenta con varios centros educativos destacados, tanto particulares como fiscales. Entre los más reconocidos están el colegio Domingo Savio, el San Francisco de Asís, el Instituto María Mazzarello y la escuela María Auxiliadora, además de instituciones como el Instituto Técnico Superior Guayaquil y una escuela que lleva el nombre del arqueólogo Emilio Estrada Ycaza.A pesar de su importancia religiosa y educativa, la parroquia García Moreno carece de áreas verdes y parques. 